# Paracaya
Paracaya (auch: Paracaya Linde) ist eine Landstadt im Departamento Cochabamba im südamerikanischen Andenstaat Bolivien.

## Lage
Paracaya liegt in der Provinz Punata und ist die größte Ortschaft im Cantón Sunchu Pampa im Municipio San Benito. Die Ortschaft liegt am Nordrand einer 15 × 25 Kilometer großen fruchtbaren Ebene auf einer Höhe von 2721 m, acht Kilometer südöstlich des Cerro Tuti (4102 m), der höchsten Erhebung zwischen Paracaya und der Metropole Cochabamba.

## Geographie
Paracaya liegt im Übergangsbereich zwischen dem bolivianischen Altiplano im Westen und dem bolivianischen Tiefland im Osten.
Die mittlere Durchschnittstemperatur der Region liegt bei knapp 18 °C (siehe Klimadiagramm Cochabamba) und schwankt nur unwesentlich zwischen 14 °C im Juni und Juli und 20 °C im November. Der Jahresniederschlag beträgt etwa 450 mm, bei einer ausgeprägten Trockenzeit von Mai bis September mit Monatsniederschlägen unter 10 mm, und einer Feuchtezeit von Dezember bis Februar mit 90 bis 110 mm Monatsniederschlag.

## Verkehrsnetz
Paracaya liegt in einer Entfernung von 45 Straßenkilometern südöstlich von Cochabamba, der Hauptstadt des gleichnamigen Departamentos.
Paracaya liegt an der asphaltierten Nationalstraße Ruta 7, die von hier aus die östlich gelegene Cordillera Oriental auf ihrem Weg ins Tiefland durchquert und mit einer Gesamtlänge von 488 Kilometern über die Städte Tolata und Samaipata bis in die Tieflandmetropole Santa Cruz führt. In Paracaya zweigt nach Süden die Ruta 23 ab, die über die Nachbarstadt Punata weiter über Arani und Mizque nach Aiquile führt.

## Bevölkerung
Die Einwohnerzahl des Ortes ist in dem Jahrzehnt zwischen den beiden letzten Volkszählungen auf mehr als das Fünffache angestiegen:
| Jahr | Einwohner   | Quelle       |
| ---- | ----------- | ------------ |
| 1992 | keine Daten | Volkszählung |
| 2001 | 740         | Volkszählung |
| 2012 | 4161        | Volkszählung |
| 2024 |             | Volkszählung |

Die Region weist einen hohen Anteil an Quechua-Bevölkerung auf, im Municipio San Benito sprechen 90,7 Prozent der Bevölkerung Quechua.